# Biserica de lemn „Acoperământul Maicii Domnului” din Stolniceni
Biserica de lemn „Acoperământul Maicii Domnului” este o biserică amplasată în Stolniceni, raionul Edineț, Republica Moldova. Este un monument arhitectural de importanță națională inclus în Registrul monumentelor Republicii Moldova ocrotite de stat cu nr. 990 (raionul Edineț). Datează din 1885.